# Takasago International Corporation

Takasago International Corporation (高砂香料工業株式会社, Takasago Kōryō Kōgyō Kabushiki-gaisha) is een van de grootste producenten van geur- en smaakstoffen ter wereld. Het hoofdkantoor van het Japanse bedrijf staat in Tokio.
Wereldwijd heeft Takasago 2.346 werknemers en een omzet van 113.876 miljoen Yen (2006). Het bedrijf werd in 1920 opgericht. In de Benelux heeft Takasago geen eigen vertegenwoordiging.
Naast geur- en smaakstoffen ontwikkelt en produceert Takasago een aantal andere chemicaliën.